# Merogomphus tamaracherriensis
Merogomphus tamaracherriensis är en trollsländeart som beskrevs av Fraser 1931. Merogomphus tamaracherriensis ingår i släktet Merogomphus och familjen flodtrollsländor. Inga underarter finns listade i Catalogue of Life.